# Judd Nelson
Judd Asher Nelson (Portland (Maine), 28 november 1959) is een Amerikaans acteur, die gerekend wordt tot een groep acteurs die als bijnaam het Brat Pack kreeg. Hij werd in 1988 zowel genomineerd voor een Golden Globe voor zijn rol in Billionaire Boys Club, als voor een Razzie Award voor zijn rol in From the Hip.

## Biografie
Nelson werd geboren als de zoon van Merle en Leonard Nelson, beiden advocaat. Hij heeft twee zussen, Eve en Julie. Hij ging naar school aan de St. Paul's School in Concord en studeerde later filosofie aan het Haverford College in Haverford (Pennsylvania), maar hij stopte vroegtijdig met zijn studies en verhuisde naar Manhattan om er te studeren bij Stella Adler (dramacoach).
Hij was lid van de zogenaamde Brat Pack, een groep acteurs die allemaal doorbraken in het begin van de jaren 80 van de twintigste eeuw. Hij speelde mee in films zoals St Elmo's Fire en The Breakfast Club (als de rebelse "John Bender"). Nelson sprak de stem in van Hot Rod/Rodimus Prime in Transformers: The Movie.
Ook acteerde hij in de film Making The Grade en stond hij aan de zijde van een jonge Kevin Costner in Fandango.
Na zijn rol in The Breakfast Club ging het bergafwaarts met zijn carrière. De films Blue City (waarin mede Bratpacker Ally Sheedy meedeed) en From the Hip waren geen succes. Daarna was het een tijdje stil rond Nelson, tot hij in de jaren 90 verscheen in drama's als New Jack City en Light It Up. In 1996 kreeg hij een rol in de NBC-sitcom Suddenly Susan. Sinds 2000 verschijnt Nelson hoofdzakelijk in televisieseries en low-budgetfilms. Daarbuiten blijft hij acteren in het theater. Hij had een gastrol in CSI: Crime Scene Investigation als vriend van een vermoord slachtoffer.

## Filmografie
*Exclusief televisiefilms, tenzij aangegeven
- 2014: Road to the Open – Anger Management Therapist
- 2014: Bigfoot Wars – Leonard Evans
- 2014: Haunting of the Innocent – Mr. Franklin
- 2013: Kristin's Christmas Past – Glenn
- 2013: Nurse – Dr. Morris
- 2013: Down and Dangerous – Charles
- 2012: Just 45 Minutes from Broadway – James
- 2012: Bad Kids Go to Hell – Headmaster Nash
- 2011: Shadow People – sheriff Donnelly
- 2010: Mayor Cupcake – Donald Maroni
- 2010: Endure – Emory Lane
- 2010: Fight or Flight – Agent Wilson
- 2010: Here & Now – Zander
- 2009: The Boondock Saints II: All Saints Day – Concezio Yakavetta
- 2009: Little Hercules in 3-D – Kevin
- 2009: Dirty Politics – Billy
- 2008: The Day the Earth Stopped – Charlie
- 2008: A Single Woman – Joodse reporter
- 2008: The Caretaker – Ella's vader
- 2007: Nevermore – Jonathan Usher
- 2007: Netherbeast Incorporated – Steven P.D. Landry
- 2006: The Black Hole (televisiefilm) – Eric
- 2006: TV: The Movie
- 2004: The Lost Angel – Eerwaarde Brian
- 2005: Lethal Eviction – Shep
- 2004: The Freediver – Ziad
- 2003: White Rush – Brian Nathanson
- 2002: Deceived – Jack Jones
- 2001: Santa Jr. – Darryl Bedford
- 2001: Strange Frequency (televisiefilm; pilot van serie) – Martin Potter
- 2001: Return to Cabin by the Lake – Stanley Caldwell
- 2001: Dark Asylum – Quitz
- 2001: Jay and Silent Bob Strike Back – sheriff
- 2001: Lost Voyage – Aaron Roberts
- 2000: Falcon Down – Harold Peters
- 2000: The New Adventures of Spin and Marty: Suspect Behaviour – Jack Hulka
- 2000: Cabin by the Lake – Stanley
- 2000: The Spiral Staircase – Phillip Warren
- 1999: Mr. Rock 'n' Roll: The Alan Freed Story – Alan Freed
- 1999: Light It Up – Ken Knowles
- 1997: Steel – Nathaniel Burke
- 1996: For a Few Lousy Dollars – Hitman
- 1996: Blackwater Trail – Matt
- 1994: Hail Caesar – gevangene
- 1994: Airheads – Jimmie Wing
- 1994: Blindfold: Acts of Obsession – Pete Dunham
- 1994: Caroline at Midnight – Phil Gallo
- 1994: Flinch – Harry Mirapolsky
- 1993: Entangled – David
- 1993: Every Breath – Jimmy
- 1991: The Dark Backward – Marty Malt
- 1991: New Jack City – Nick Peretti
- 1989: Relentless – Arthur 'Buck' Taylor
- 1988: Never on Tuesday – agent op brommer
- 1987: Billionaire Boys Club – Joe Hunt
- 1987: From the Hip – Robin 'Stormy' Weathers
- 1987: Dear America: Letters Home from Vietnam – stem
- 1986: Blue City – Billy Turner
- 1986: Transformers: The Movie – Hot Rod/Rodimus Prime
- 1985: Fandango – Phil Hicks, Groover
- 1985: The Breakfast Club – John Bender
- 1985: St. Elmo's Fire – Alec Newbary
- 1984: Making the Grade – Eddie Keaton